# Xianshanosaurus
Xianshanosaurus ("ještěr z pohoří Xian") byl rod sauropodního dinosaura. Fosilie tohoto velkého býložravého dinosaura byly objeveny ve svrchnokřídových vrstvách v čínské provincii Che-nan. Typový druh X. shijiagouensis byl formálně popsán v roce 2009. Zatím o tomto druhu není známo mnoho informací.

## Zařazení
Podle vědecké studie ze srpna roku 2019 je tento druh nepochybně přímým zástupcem kladu Titanosauria.